# Paul Koechlin
Pour les articles homonymes, voir Koechlin.
Paul, Jules, Jean-Jacques Koechlin, prononcé ke'klɛ̃, né à Mulhouse le 7 mai 1881 et mort à 35 ans, le 17 août 1916, des suites de ses blessures de guerre à Étinehem, est un industriel français, pionnier de l'aviation.

## Biographie
Paul Koechlin naît en 1881 dans une famille d'industriels alsaciens, alliées à la famille Peugeot. Il est le fils d'Albert Koechlin (1848-?), manufacturier d'une filature de laine peignée à Mulhouse et de son épouse, Marie Heilmann (1860-1882). Son père se remarie avec Adrienne Gros qui lui donnera deux enfants ; Jacques et Madeleine.
Il se lance dans la construction d'avions entre 1908 et 1912 et rencontre un certain succès avec son premier engin propulsé par un moteur GIP de 70 HP, dont le fuselage est le premier à être réalisé en acajou verni. Il sculptait lui-même ses hélices à partir d'un tronc de noyer. Sa société Aéroplanes P. Koechlin était installé au 27 rue de Vanves à Billancourt. Il y produit des hélices, des aéroplanes ainsi que des accessoires et réalise des travaux en tous genres pour les inventeurs. Il fut de ceux qui se proposaient de tenter l'exploit de traverser la Manche et de rafler le prix très important offert par le Daily Mail.
En 1909, il ouvre une école pilotage à Port-Aviation à Viry-Châtillon, et en 1910, une seconde école de pilotage à Mourmelon. Les élèves pouvaient obtenir une licence de pilote privé après avoir suivi des cours pour une somme de 2 000 francs. Mais attention : la casse était payante. Le 19 décembre 1910, Marthe Niel, est la seconde femme après Élise Deroche, à passer avec succès son brevet no 226 sur un Koechlin de type C.
C'est avec Alfred de Pischof (1882-1922), qu'en 1908-1909, ils réalisent ensemble un monoplan à trois paires d'ailes en tandem, la dernière étant la queue stabilisatrice, équipé d'un moteur Duteil & Chalmers à deux cylindres horizontaux opposés d'une puissance de 20 ch, qu'ils feront voler sur 300 mètres et 500 mètres à Villacoublay, le 29 octobre 1908, les premiers vols d'un avion à Villacoublay.
Il vend ses activités à Vinet en 1911.
Soldat au 20e escadron du train de la section sanitaire 3, il succombe des suites de ses blessures de guerre à l'ambulance 7/20 d'Étinehem, le 17 août 1916.

## Avions construits
- 1908 - Koechlin no 1, Biplan à moteur 2 cylindres Dutheil & Chalmers de 17 ch.
- 1908 - Koechlin & Pischoff, monoplan qui vole sur 500 mètres le 29 octobre 1908 à Villacoublay. Envergure : 6,30 mètres, et 5,30 mètres ; surface alaire : 25 mètres carrés, propulsé par un moteur Dutheil & Chalmers de 20 ch.
- 1910 - Koechlin type C à moteur Labor, avion le plus rapide de son époque, dépassant les 100 km/h à Mourmelon.

## Hommage
- Un timbre-poste illustrant le premier vol à Villacoublay représentant l'avion de Pischof & Koechlin est sorti le 17 décembre 2008.

## Pour approfondir